# 稲荷神社 (春日部市武里中野)
稲荷神社（いなりじんじゃ）は、埼玉県春日部市の神社。

## 歴史
創建年代は不明である。ただ大場村から中野村に分村した際に創建されたと伝えられる。当初は「香取社」の末社「稲荷社」であった。隣の宝性院が別当寺であった。そういうこともあり、明治以降も1977年（昭和52年）までは宝性院の本堂が直会の会場として使われてきた。現在は「中野会館」で直会を行っている。
明治初期、「香取社」と「稲荷社」の地位が逆転し、「稲荷神社」が近代社格制度に基づく「村社」に列せられた。なぜ変更がなされたのかは不明である。そういう経緯もあって、「香取様」とも呼ばれている。1912年（明治45年）の神社合祀により、旧本社だった香取社と「雷電神社」が合祀された。

## 交通アクセス
- 武里駅より徒歩15分。